# Matthew Ridley (1. wicehrabia Ridley)
Matthew White Ridley, 1. wicehrabia Ridley (ur. 25 lipca 1842 w Londynie, zm. 28 listopada 1904 w Blagdon) – brytyjski polityk, członek Partii Konserwatywnej, minister w trzecim rządzie lorda Salisbury’ego.

## Życiorys
Był najstarszym synem sir Matthew Ridleya, 4. baroneta, i Cecilii Parke, córki 1. barona Wensleydale. Wykształcenie odebrał w Harrow School oraz w Balliol College na Uniwersytecie Oksfordzkim. Studia ukończył w 1865 r. z tytułem bakałarza sztuk. Był członkiem All Souls College w Oksfordzie. Po śmierci ojca w 1877 r. został 5. baronetem.
W 1868 r. został wybrany do Izby Gmin jako reprezentant okręgu North Northumberland. W latach 1878–1880 był podsekretarzem stanu w Ministerstwie Spraw Wewnętrznych. W latach 1885–1886 był finansowym sekretarzem skarbu. Od 1886 r. reprezentował okręg wyborczy Blackpool. W latach 1885–1900 był ministrem spraw wewnętrznych. W 1900 r. otrzymał tytuł 1. wicehrabiego Ridley i zasiadł w Izbie Lordów.

## Życie prywatne
10 grudnia 1873 r. poślubił Mary Marjoribanks (1850 – 14 marca 1909), córkę Dudleya Marjoribanksa, 1. barona Tweedmouth, i Isabelli Weir-Hogg, córki sir Jamesa Weira-Hogga, 1. baroneta. Matthew i Mary mieli razem dwóch synów i trzy córki:
- Matthew White Ridley (6 grudnia 1874 – 14 lutego 1916), 2. wicehrabia Ridley
- Cecilia Marjorie Ridley (1879 – 16 sierpnia 1896)
- Stella Ridley (ur. 1884), żona Ruperta Gwynne’a, miała dzieci
- Jasper Nicholas Ridley (6 stycznia 1887 – 1 października 1951), kawaler Krzyża Komandorskiego Orderu Łaźni
- Grace Ridley (1889 – 22 września 1959), żona Roundella Palmera, 3. hrabiego Selborne

Lord Ridley zmarł w 1904 r. Tytuł parowski odziedziczył jego najstarszy syn.